# Penafiel
Penafiel je město v severním Portugalsku, 30 km východně od Porta. Město samotné má okolo patnácti tisíci obyvatel, spolu s okolními vesnicemi tvoři municipalitu v rámci distriktu Porto, v níž žije více než sedmdesát tisíc obyvatel.

## Historie
O starověkém osídlení okolního kraje svědčí množství megalitických staveb, jako je Anta da Santa Marta ze 3. tisíciletí př. n. l., v místním muzeu je vystavena řada artefaktů z dob Gallaiciů i Římanů. První písemná zmínka o městě pochází z roku 1519, tehdy se jmenovalo Arrifana de Sousa. V roce 1770 mu Josef I. Portugalský udělil městská práva a nový název Penafiel podle nedaleké pevnosti, zvané latinsky Penna fidelis (Věrná hora). Zároveň bylo město papežem Klementem XIV. ustanoveno jako sídlo diecéze, která však byla o osm let později sloučena s diecézí Porto.

## Ekonomika
Penafiel je centrem vinařské oblasti, kde se produkuje Vinho Verde, významný je díky dobrému silničnímu a železničnímu spojení s Portem turistický ruch. Nachází se zde muzeum a knihovna, v roce 2012 byl otevřen zábavný park Magikland. Vyhledávanými památkami jsou benediktinské kláštery v městských částech Bustela a Paço de Sousa, stejně jako množství kostelů. Dobývá se žula, z níž je postavena většina starších domů, významný je i textilní průmysl.

## Sport
Ve městě sídlí fotbalový klub FC Penafiel, který odehrál dvanáct sezón v nejvyšší soutěži a v roce 1986 hrál semifinále poháru. Rodačkou z Penafielu je Fernanda Ribeirová, olympijská vítězka na 10 000 m z roku 1996.

## Administrativní dělení
Municipalitu Penafiel tvoří dvacet osm farností (portugalsky freguesías):
- Abragão
- Boelhe
- Bustelo
- Cabeça Santa
- Canelas
- Capela
- Castelões
- Croca
- Duas Igrejas
- Eja
- Fonte Arcada
- Galegos
- Guilhufe e Urrô
- Irivo
- Lagares e Figueira
- Luzim e Vila Cova
- Oldrões
- Paço de Sousa
- Penafiel
- Perozelo
- Rans
- Rio de Moinhos
- Rio Mau
- São Mamede de Recezinhos
- São Martinho de Recezinhos
- Sebolido
- Termas de São Vicente
- Valpedre